# Störmer (Mondkrater)
Störmer ist ein Einschlagkrater auf der Mondrückseite.
Der Krater Störmer liegt im Norden der erdabgewandten Seite, südlich des größeren Kraters Gamow. In östlicher Richtung trifft man auf Yamamoto, in südlicher auf Van Rhijn, im Nordwesten liegt Olivier.
Der Kraterboden ist relativ eben mit einem zweigipfligen Zentralberg. Die Entstehungszeit des Kraters wird der spät-imbrischen Periode zugerechnet.
Störmer hat fünf Nebenkrater:
| Buchstabe | Position            | Durchmesser | Link |
| --------- | ------------------- | ----------- | ---- |
| C         | 58,18° N, 150,83° O | 49 km       |      |
| H         | 54,68° N, 150,58° O | 36 km       |      |
| P         | 55,93° N, 145,4° O  | 22 km       |      |
| T         | 56,62° N, 142,1° O  | 30 km       |      |
| Y         | 60,17° N, 144,26° O | 26 km       |      |

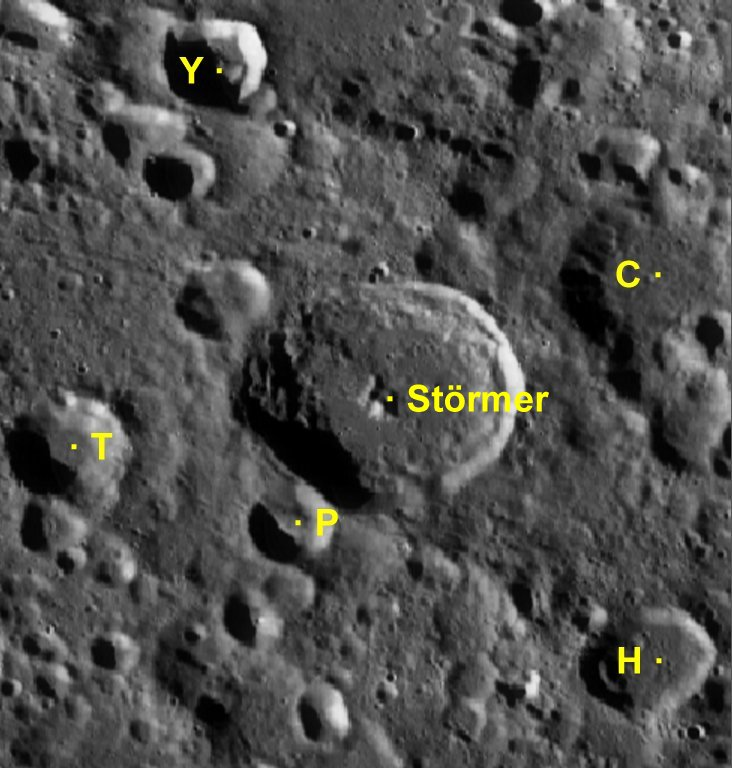
Störmer mit seinen Nebenkratern

Der Krater wurde 1970 von der IAU offiziell nach dem norwegischen Geophysiker und Mathematiker Carl Størmer benannt.